# Jadruž
Jadruž (německy Godrusch) je malá vesnice, část městyse Stráž v okrese Tachov v Plzeňském kraji. Nachází se asi 2,5 kilometru jihozápadně od Stráže. Jadruž je také název katastrálního území o rozloze 2,57 km².

## Historie
První písemná zmínka o obci pochází z roku 1344.
V listinách z let 1344 a 1482 je Jadruž zmiňována mezi pěti chodskými vesnicemi, které podléhaly purkrabímu na královském hradě Přimda. V šestnáctém století náležela ves k panství Bernartice, se kterým přešla roku 1732 k Boru. V roce 1930 měla 147 obyvatel a v roce 1939 měla 127 obyvatel. V letech 1938 až 1945 byla ves (v důsledku uzavření Mnichovské dohody) přičleněna k nacistickému Německu.

## Obyvatelstvo
| Rok            | 1869 | 1880 | 1890 | 1900 | 1910 | 1921 | 1930 | 1950 | 1961 | 1970 | 1980 | 1991 | 2001 | 2011 | 2021 |
| -------------- | ---- | ---- | ---- | ---- | ---- | ---- | ---- | ---- | ---- | ---- | ---- | ---- | ---- | ---- | ---- |
| Počet obyvatel | 147  | 137  | 135  | 155  | 137  | 140  | 147  | 59   | 44   | 33   | 16   | 12   | 10   | 10   | 25   |
| Počet domů     | 26   | 27   | 27   | 28   | 29   | 30   | 30   | 13   | 9    | 8    | 7    | 6    | 8    | 9    | 9    |

## Obecní správa
Při sčítání lidu v letech 1850–1960 Jadruž byl samostatnou obcí v okrese Tachov. V letech 1961–1971 byl částí obce Velké Dvorce v okrese Tachov. Od 26. listopadu 1971 do 31. prosince 1979 byl částí obce Třískolupy v okrese Tachov, kdy se konaly obecní volby. Od 1. ledna 1980 je částí městyse Stráž v okrese Tachov.

## Školství
V Jadruži byla první obecná škola provozována jako putovní, vyučovalo se v jednotlivých usedlostech. V roce 1873 byla pro potřeby výuky postavena první budova, která však brzy přestávala stačit jednak vzrůstajícímu počtu dětí, jednak zvyšujícím se nárokům na vyučování. Jako první doložený učitel je zaznamenán Johann Magerl. Škola byla po celou dobu existence jednotřídní, i když školní obvod zahrnoval i sousední obec Malé Dvorce. Do školy docházelo roku 1889 okolo 40 dětí. V roce 1901 došlo na místě dosavadní školy k výstavbě nové školní budovy.
Počet školou povinných dětí se od poloviny třicátých let dvacátého století průběžně snižoval. Ve školním roce 1935/1936 se učilo 41 žáků, v posledním válečném roce 1944/1945 již jen 26. Budova školy byla na konci války částečně poškozena bombardováním. Po dosídlení českým obyvatelstvem nebyla ve škole zahájena výuka, několik místních žáků docházelo nejprve do málotřídek v Třískolupech, posléze Kundraticích a konečně do školy ve Stráži. Objekt školy chátral a v šedesátých letech dvacátého století došlo k jeho demolici. Na místě byl na konci osmdesátých let dvacátého století postaven rodinný dům.[zdroj⁠?!]

## Pamětihodnosti
- kaple svatého Václava
- kostel zbořený v roce 1953